# Sinfonia n. 2 (Schumann)
La Sinfonia n. 2 in Do maggiore, op. 61, fu scritta da Robert Schumann fra il 1845 e il 1846 e pubblicata nel 1846 a Lipsia dall'editore Kistner.

## Composizione e struttura
Schumann iniziò il suo lavoro nel 1845, ma varie problematiche, fra cui la sua depressione, gli consentirono di portarlo a termine soltanto l'ottobre dell'anno successivo.
La Sinfonia è divisa nei classici quattro movimenti:
1. Sostenuto assai — Allegro, ma non troppo
2. Scherzo: Allegro vivace
3. Adagio espressivo
4. Allegro molto vivace